# موحى
موحى -لفب- أو محمد الزرفاني هو لاعب كرة قدم مغربي في مركز نصف الجناح، ولد في 15 نوفمبر 1997 في الناظور في المغرب. لعب مع إسبانيول ب.

## وصلات خارجية
- موحى على موقع قاعدة بيانات كرة القدم.إي يو (الإنجليزية)
- موحى على موقع Soccerway.com (الإنجليزية)